# Obrestna zamenjava
Obréstna zamenjáva (angleško interest rate swap, IRS) je izpeljani finančni instrument v obliki dogovora med dvema strankama, da bo ena stranka na določen dan plačala drugi stranki fiksne obresti za določen znesek in prejela plačilo v višini obresti na spremenljivo obrestno mero (na primer po stopnji LIBOR) druge stranke.
Prihodnji dogovor o obrestni meri (forward rate agreement) je standardizirana obrestna zamenjava.
Obrestne zamenjave se običajno uporabljajo pri zavarovanju poslov s sredstvi in obveznostmi za medsebojni prenos fiksnih obrestnih mer na spremenljive in obratno. Pozicija obrestne zamenjave vsebuje obrestno in kreditno tveganje za pogodbene stranke.

## Uporaba
Obrestne zamenjave se uporabljajo v najrazličnejših naložbenih strategijah. So priljubljeno orodje za varovanje pred tveganjem in finančne špekulacije.

## Varovanje pred tveganjem
Fiksiranje obrestne mere po pogodbi o zamenjavi omogoča varovanje pred padajočimi obrestnimi merami. Po drugi strani pa bo nasprotna stranka v primeru znižanja obrestnih mer imela koristi.

## Špekulacije
Zaradi nizkega praga za vstop v pozicijo zamenjave obrestnih mer so priljubljeni pri trgovcih, ki špekulirajo o gibanju obrestnih mer.
Tako mora trgovec namesto odprtja popolne kratke pozicije osnovnega sredstva, za katerega se pričakuje padec cene, le skleniti pogodbo o zamenjavi, ki določa obrestno mero za isto obdobje.